# Rahamim Talbi
Pour les articles homonymes, voir Talbi.
Rahamim Talbi, né le 17 mai 1943, né Rahamin Talbiev, est un footballeur bulgare, naturalisé israélien, évoluant au poste d'attaquant.

## Carrière
Talbiev naît à Vidin en Bulgarie. Il quitte son pays natal et s'installe en Israël où il change son nom de famille en Talbi. En 1962, Talbi intègre l'équipe professionnelle du Maccabi Tel-Aviv avant de jouer ses premiers matchs en 1963. Il devient rapidement titulaire et inaugure sa première sélection en équipe nationale en 1965.
Rahamim Talbi participe à trois matchs du tours préliminaires pour la Coupe du monde 1966 et à trois des qualifications de la Coupe du monde 1970. Sélectionné pour les Jeux olympiques d'été de 1968, il marque un but contre le Salvador. Entre-temps, il remporte, à deux reprises, la Coupe d'Asie des clubs champions.
Le joueur d'origine bulgare est retenu pour la Coupe du monde 1970 mais il ne joue qu'un seul match dans cette compétition. Titulaire face à l'Uruguay, il est remplacé, à la mi-temps, par Shraga Bar. Talbi joue encore trois ans en sélection avant de ne plus être convoqué. Il termine sa carrière à l'Hapoel Marmorek.

### Palmarès
- Troisième place lors de la Coupe d'Asie des nations 1968
- Vainqueur de la Coupe d'Asie des clubs champions en 1969 et 1971 avec le Maccabi Tel-Aviv
- Champion d'Israël en 1968, 1970 et 1972 avec le Maccabi Tel-Aviv
- Vainqueur de la Coupe d'Israël en 1964, 1965, 1967 et 1970 avec l'Hapoël Tel-Aviv